# Bradley White (wielrenner)
Bradley White (Troy, 15 januari 1982) is een voormalig Amerikaans wielrenner.

## Overwinningen
2008
Sprintklassement Ronde van Utah
2014
5e etappe Ronde van Langkawi

## Resultaten in voornaamste wedstrijden
| Jaar | Parijs-Roubaix |
| ---- | -------------- |
| 2014 | 144e           |

## Ploegen
- 2007 –  Discovery Channel-Marco Polo Team
- 2008 –  Succesfulliving.com presented by Parkpre
- 2009 –  OUCH presented by Maxxis
- 2010 –  UnitedHealthcare presented by Maxxis
- 2011 –  UnitedHealthcare Pro Cycling
- 2012 –  UnitedHealthcare Pro Cycling
- 2013 –  UnitedHealthcare Pro Cycling Team
- 2014 –  UnitedHealthcare Pro Cycling Team
- 2015 –  UnitedHealthcare Pro Cycling Team
- 2016 –  UnitedHealthcare Pro Cycling Team